# Dempsey Wilson
Dempsey Wilson (11 de março de 1927 – 23 de abril de 1971) foi um automobilista norte-americano que esteve em treze (quatro) 500 Milhas de Indianápolis, (cinco (duas) quando a prova fazia parte do calendário da Fórmula 1 de 1950 até 1960): 1956 (não se qualificou), 1957 (não se qualificou), 1958, 1959 (não se qualificou), 1960, 1961, 1962 (muito devagar), 1963, 1964 (não se qualificou), 1965 (não se qualificou), 1966 (não se qualificou), 1967 (não se qualificou) e 1968 (não se qualificou).
Dempsey Wilson faleceu de leucemia em 23 de abril de 1960, aos 44 anos.